# The Ledger
The Ledger é um jornal diário de Lakeland, Flórida, na região do Condado de Polk. É propriedade de The New York Times Company. 
De acordo com o nationwideadvertising.com, tem uma saída de 65 987 exemplares, e aos domingos de 81 366.